# Cairo
Cairo (în arabă القاهرة, Al-Qāhirah, însemnând „cea triumfătoare”, „cea învingătoare”; în coptă: ⲕⲁϩⲓⲣⲏ, transliterat Kahire) este capitala Egiptului cu o populație estimată între 16 și 20 de milioane de locuitori și o suprafață de 453 km2. Este al doilea cel mai mare oraș din Africa. Orașul este sediul Ligii Arabe. 
Deși tradițiile sale nu datează din antichitate, perioadă ale cărei vestigii sunt omniprezente în Egipt, cea mai mare metropolă a Africii și a Orientului Apropiat rămâne, de secole, centrul cultural, și nu numai, al lumii arabe. Piramidele din Giza, care, împreună cu orașul Cairo, formează un uriaș organism urban, exponatele din Muzeul Cairo și statuia lui Ramses din fața gării Centrale sunt puncte de atracție istorice importante pentru turiști. În schimb, moscheile, bazarele și zgârie-norii moderni de pe malul Nilului alcătuiesc lumea arabă contemporană.
Cairo nu a fost construit din întâmplare pe malul Nilului, locul pe care îl ocupă astăzi, la înălțimea insulelor Gezira și Roda, facilitează traversarea fără probleme a fluviului. Conducătorul arab Amr Ibn-el-As a cucerit cetatea bizantină ridicată aici în anul 642. Tabăra sa militară s-a transformat treptat în noua capitală a țării deja arabizate și a primit numele de Al-Fustat (vechiul Cairo). Cuceritorul a construit aici prima moschee din Egipt. În secolele care au urmat, autoritățile din Cairo, în frunte cu Dinastia Mamelucă și ayyubidă, au acordat o deosebită atenție dezvoltării și înfloririi orașului. Din secolul al XIV-lea, Cairo reprezintă un centru important al comerțului cu mirodenii.

## Economie
Industria este dezvoltată în special pe ramuri ca industria metalurgică, constructoare de mașini electrice (mijloace de transport), chimică (producție de cauciuc), alimentară (tutun) sau servicii (comerț, administrație, finanțe).

## Producătorii de asamblare și de automobile ai lui Cairo
- Arab American Vehicles
- Ghabbour Group
- MCV Corporate Group
- Mod Car
- Seoudi Group
- Speranza

## Turism

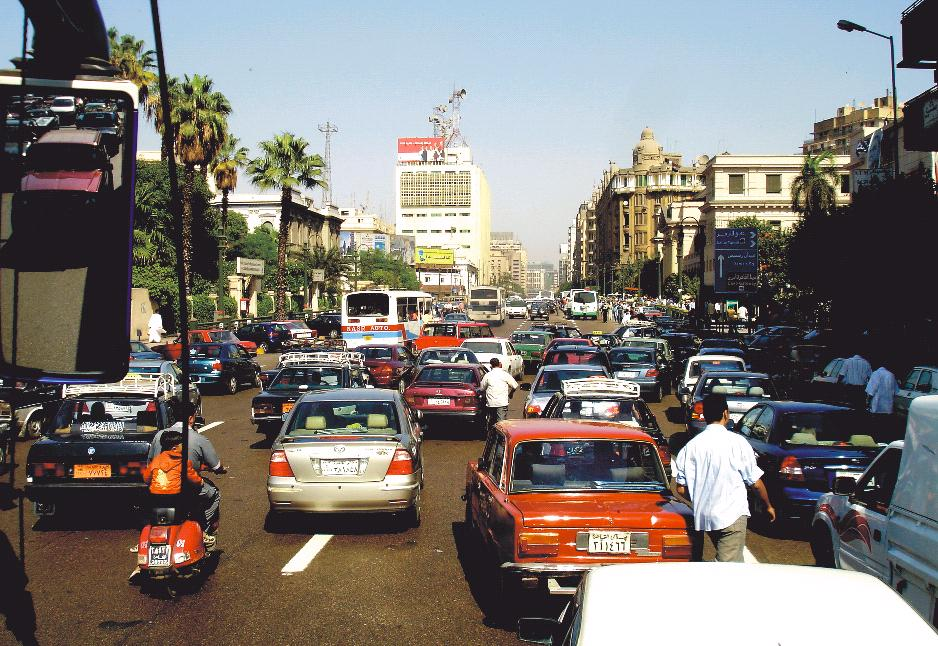
Cairo

În Cairo există peste 500 de moschei. Cele mai notabile sunt Moscheea Al-Azhar, Moscheea Al-Rifai, Moscheea Sultanului Hassan precum și cea a lui Muhammad Ali (supranumită Moscheea de Alabastru) din citadelă.
Alte atracții turistice sunt orașul Cairo musulman cu Citadela sa, Cairo creștin cu bisericile copte, Muzeul Egiptean, care ascunde comorile lui Tutankamon, Piramidele din Giza aflate în apropiere sau localitatea Memphis.
Centrul vechi al orașului Cairo este înscris pe lista patrimoniului mondial UNESCO.

## Clima
| Date climatice pentru Cairo                                                                                      | Date climatice pentru Cairo | Date climatice pentru Cairo | Date climatice pentru Cairo | Date climatice pentru Cairo | Date climatice pentru Cairo | Date climatice pentru Cairo | Date climatice pentru Cairo | Date climatice pentru Cairo | Date climatice pentru Cairo | Date climatice pentru Cairo | Date climatice pentru Cairo | Date climatice pentru Cairo | Date climatice pentru Cairo |
| Luna | Ian                         | Feb                         | Mar                         | Apr                         | Mai                         | Iun                         | Iul                         | Aug                         | Sep                         | Oct                         | Nov                         | Dec                         | Anual                       |
| --- | --------------------------- | --------------------------- | --------------------------- | --------------------------- | --------------------------- | --------------------------- | --------------------------- | --------------------------- | --------------------------- | --------------------------- | --------------------------- | --------------------------- | --------------------------- |
| Maxima medie °C (°F)                                                                                             | 18.9 (66)                   | 20.4 (68,7)                 | 23.5 (74,3)                 | 28.3 (82,9)                 | 32 (90)                     | 33.9 (93)                   | 34.7 (94,5)                 | 34.2 (93,6)                 | 32.6 (90,7)                 | 29.2 (84,6)                 | 24.8 (76,6)                 | 20.3 (68,5)                 | 27,7 (81,9)                 |
| Media zilnică °C (°F)                                                                                            | 13.6 (56,5)                 | 14.9 (58,8)                 | 16.9 (62,4)                 | 21.2 (70,2)                 | 24.5 (76,1)                 | 27.3 (81,1)                 | 27.6 (81,7)                 | 27.4 (81,3)                 | 26 (79)                     | 23.3 (73,9)                 | 18.9 (66)                   | 15 (59)                     | 21,38 (70,49)               |
| Minima medie °C (°F)                                                                                             | 9 (48)                      | 9.7 (49,5)                  | 11.6 (52,9)                 | 14.6 (58,3)                 | 17.7 (63,9)                 | 20.1 (68,2)                 | 22 (72)                     | 22.1 (71,8)                 | 20.5 (68,9)                 | 17.4 (63,3)                 | 14.1 (57,4)                 | 10.4 (50,7)                 | 15,8 (60,4)                 |
| Minima istorică °C (°F)                                                                                          | 1.2 (34,2)                  | 3.6 (38,5)                  | 5 (41)                      | 7.6 (45,7)                  | 12.3 (54,1)                 | 16 (61)                     | 18.2 (64,8)                 | 19 (66)                     | 14.5 (58,1)                 | 12.3 (54,1)                 | 5.2 (41,4)                  | 3 (37)                      | 1,2 (34,2)                  |
| Precipitații mm (inches)                                                                                         | 5 (0.2)                     | 3.8 (0.15)                  | 3.8 (0.15)                  | 1.1 (0.043)                 | 0.5 (0.02)                  | 0.1 (0.004)                 | 0 (0)                       | 0 (0)                       | 0 (0)                       | 0.7 (0.028)                 | 3.8 (0.15)                  | 5.9 (0.232)                 | 24,7 (0,972)                |
| Umiditate [%] | 59                          | 54                          | 53                          | 47                          | 46                          | 49                          | 58                          | 61                          | 60                          | 60                          | 61                          | 61                          | 56                          |
| Nr. de zile cu precipitații (≥ 0.01 mm)                                                                          | 3.5                         | 2.7                         | 1.9                         | 0.9                         | 0.5                         | 0.1                         | 0                           | 0                           | 0                           | 0.5                         | 1.3                         | 2.8                         | 14,2                        |
| Ore însorite | 213                         | 234                         | 269                         | 291                         | 324                         | 357                         | 363                         | 351                         | 311                         | 292                         | 248                         | 198                         | 3.451                       |
| Sursa nr. 1: World Meteorological Organization (UN) (1971–2000), NOAA for mean, record high and low and humidity |                             |                             |                             |                             |                             |                             |                             |                             |                             |                             |                             |                             |                             |
| Sursa nr. 2: Danish Meteorological Institute for sunshine (1931–1960)                                            |                             |                             |                             |                             |                             |                             |                             |                             |                             |                             |                             |                             |                             |

## Personalități născute aici
- Boutros Boutros-Ghali (1922 - 2016), Secretar General al Națiunilor Unite;
- Yasser Arafat (1929 - 2004), lider palestinian;
- Mohamed El Baradei (n. 1942), fost director al Agenției Internaționale pentru Energie Atomică, laureat al Premiului Nobel pentru Pace;
- Julian Fellowes (n. 1949), actor, dramaturg.